# Drepana arcuata
Drepana arcuata là một loài bướm đêm thuộc họ Drepanidae. Nó được tìm thấy ở Newfoundland to đảo Vancouver, phía nam đến ít nhất North Carolina, South Carolina và California.
Sải cánh dài 24–40 mm. Con trưởng thành bay từ giữa-May through cuối-tháng 7. Có một lứa một năm in the north.
Ấu trùng ăn các loài Betula papyrifera và Alnus.

## Hình ảnh

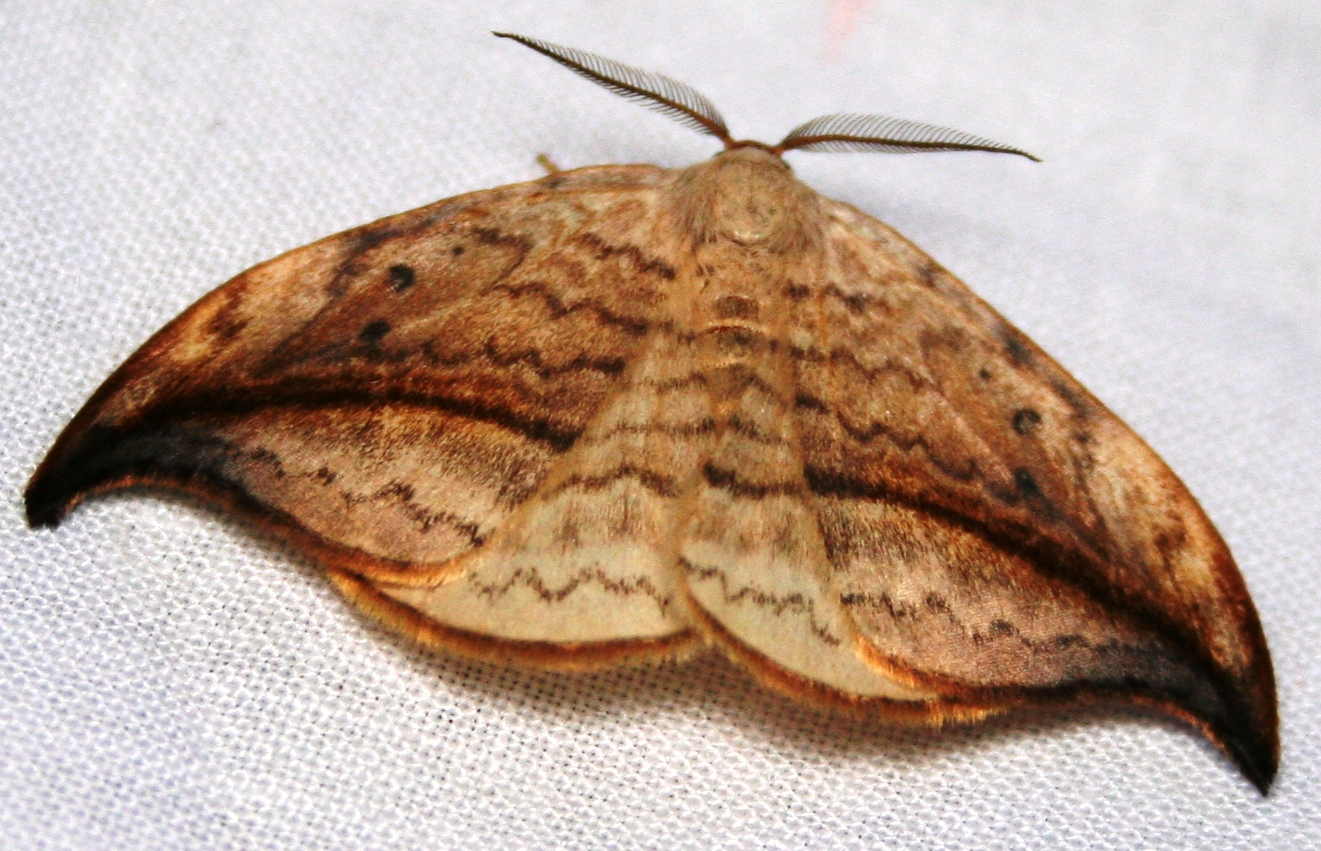